# Neutronska spektroskopija
Neutronska spektroskopija je tehnika za proučavanje nuklearnih procesa u kojima se pojavljuju slobodni neutroni. Kako se slobodni monoenergetski neutroni rijetko pojavljuju, određivanje njihove energije svodi se na određivanje energetskoga spektra mnoštva neutrona. Budući da se radi o električki nenabijenim česticama, proučavaju se preslikavanjem njihove energije na energiju drugih, nabijenih čestica, koje se zatim istražuju uz pomoć električnih i magnetskih polja, ili pak odabirom i označavanjem neutrona, bilo fizičkim odvajanjem neutrona po energijama na temelju njihove brzine (neutronski generator) ili odvajanjem monoenergetskih snopova s pomoću neutronske difrakcije.

## Neutronski generator
Neutronski generator ili generator neutrona je ubrzivač čestica (akcelerator čestica) niže energije (nekoliko stotina kiloelektronvolta), koji s pomoću prikladne nuklearne reakcije stvara relativno jak tok brzih neutrona. Bombardiranjem prikladnoga cilja (mete) ubrzanim nabijenim česticama (projektilima) nastaje nuklearna reakcija kojoj je rezultat izbacivanje brzih neutrona. Kao projektili služe gotovo uvijek jezgre težeg vodikova izotopa, deuterija, a kao meta upotrebljava se obično deuterij ili treći izotop vodika, tricij, i druge lake atomske jezgre. Ukupni neutronski tok koji daje neutronski generator iznosi uglavnom od 107 do 1010 neutrona u sekundi. Brzi neutroni tih energija služe u nuklearnoj fizici kao projektili kojima se bombardiraju jezgre radi proučavanja njihovih svojstava.

## Neutronska difrakcija
Neutronska difrakcija je pojava reflektiranja neutrona od nekih kristalnih ravnina pri prolasku kroz kristal, tako da se pod određenim kutom pojavljuju neutroni onih energija koji zadovoljavaju Braggov odnos:
{\displaystyle 2\cdot d\cdot \sin \theta =n\cdot \lambda \,,}
gdje je: n = 1, 2, 3, …, λ - valna duljina neutrona, d - razmak među ravninama kristala, a ϑ - kut upadnih neutrona na reflektirajuću ravninu.